# Jan Nesselrath
Jan Nesselrath (* 1972 in Gummersbach) ist ein deutscher Jurist, Kommunalbeamter (CDU) und hauptamtlicher Bürgermeister der Stadt Meinerzhagen im Märkischen Kreis.
Nesselrath wuchs in Meinerzhagen auf. Nach dem Kindergarten schloss er seine Schullaufbahn mit dem Abitur am evangelischen Gymnasium „Auf dem Bamberg“ ab. Nach dem Wehrdienst in Stetten und Waldbröl zog er nach Gießen, um dort an der Justus-Liebig-Universität Gießen Rechtswissenschaft zu studieren. Die Referendarzeit leistete er am Landgericht Siegen ab, wobei auch hier sein Schwerpunkt wiederum auf der verwaltungsrechtlichen Arbeit bei der Kreisverwaltung Siegen und der Justizverwaltung lag.
Mit dem zweiten Staatsexamen erhielt Nesselrath die Befähigung zum Richteramt. Im April 2004 erhielt er von der Rechtsanwaltskammer Hamm die Zulassung als Rechtsanwalt. Danach war er über zehn Jahre in einer örtlichen Rechtsanwalts- und Notarkanzlei tätig.
Seit 2009 war Jan Nesselrath Mitglied des Stadtrates von Meinerzhagen. Von 2013 bis Mai 2014 war er Fraktionsvorsitzender der Ratsfraktion der CDU.
Für die Kommunalwahl 2014 nominierten ihn CDU und SPD als gemeinsamen Kandidaten. Nesselrath wurde mit 55,83 % der abgegebenen gültigen Stimmen zum Bürgermeister gewählt und ist seit dem 25. April 2014 im Amt.
Nesselrath ist verheiratet und hat drei Töchter.